# Kollomia

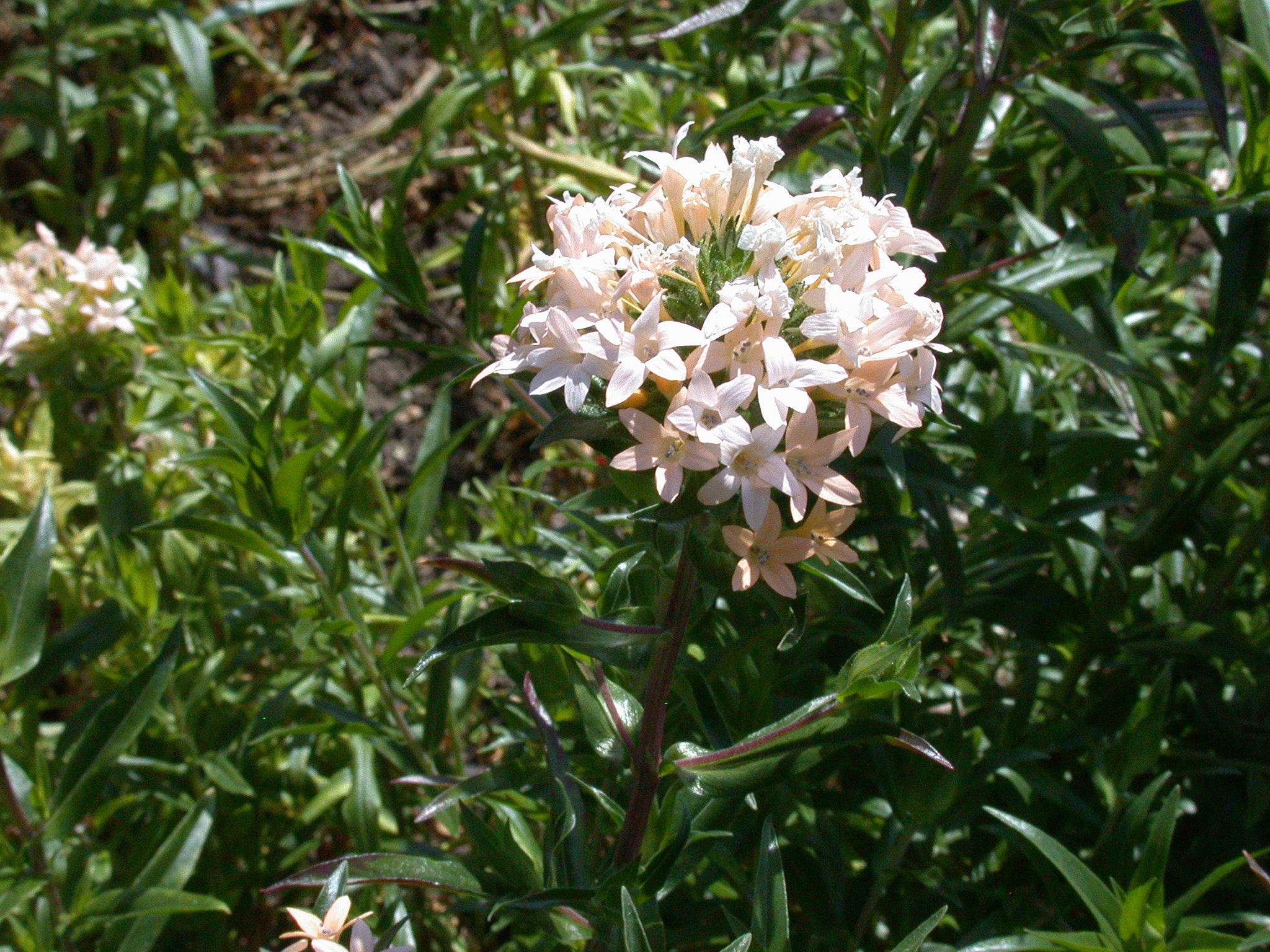
Collomia grandiflora

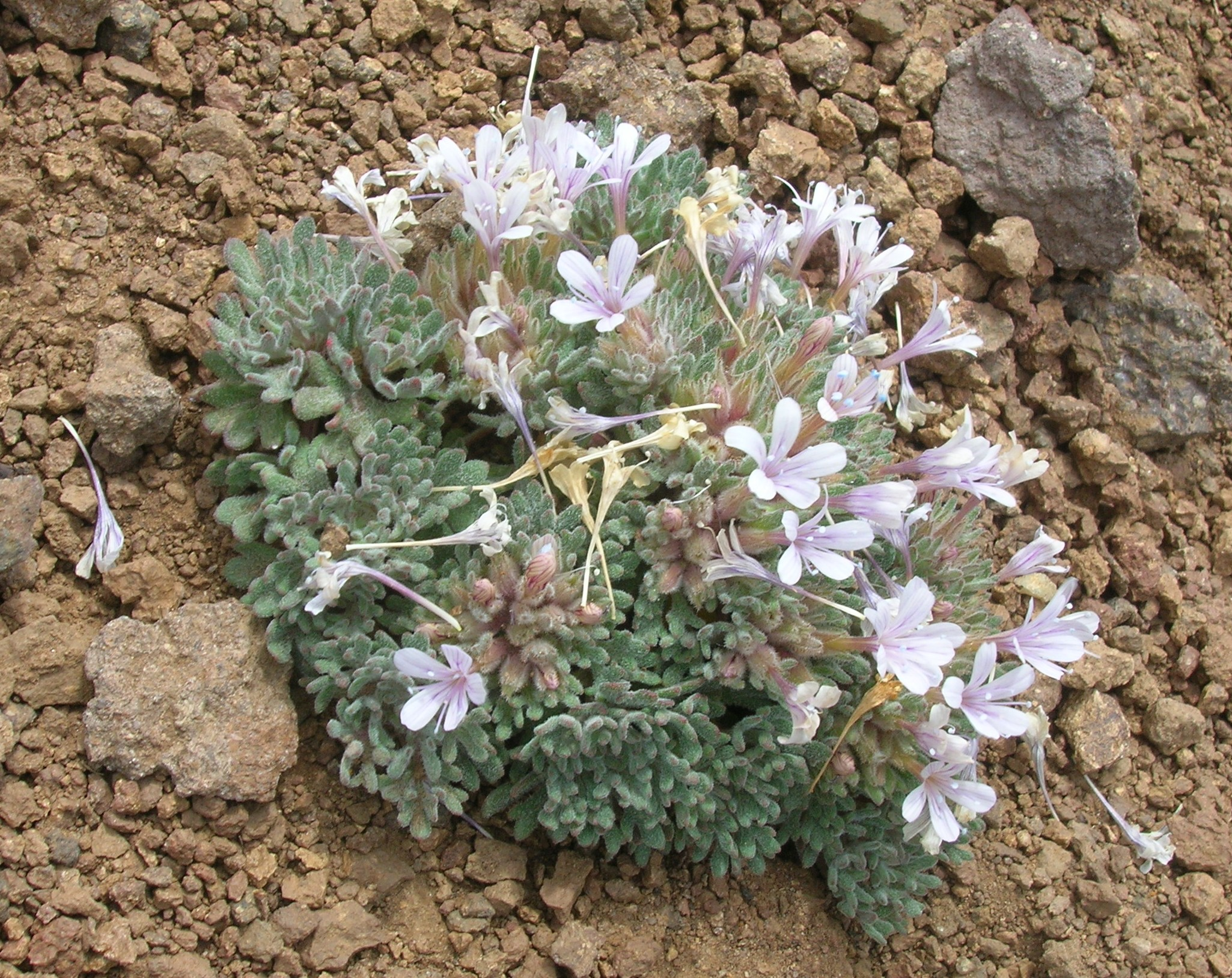
Collomia debilis

Kollomia (Collomia Nutt.) – rodzaj roślin należący do rodziny wielosiłowatych (Polemoniaceae). Obejmuje 15 gatunków występujących na kontynentach amerykańskich, głównie w zachodniej części Ameryki Północnej (w Kalifornii 8 gatunków) oraz w południowej części Ameryki Południowej (kilka gatunków w Chile). Rośliny te rosną w widnych lasach, na terenach skalistych, otwartych, suchych, także nad strumieniami. Niektóre gatunki uprawiane są jako rośliny ozdobne, zwłaszcza kollomia główkowata C. grandiflora. Ten gatunek i inne łatwo dziczeją na nowych obszarach i stają się inwazyjne.

## Morfologia
PokrójRośliny jednoroczne, rzadziej byliny osiągające do 1 m wysokości.
LiścieSkrętoległe, niepodzielone, wcinane lub pierzasto podzielone.
KwiatyPięciokrotne, promieniste, często zebrane w główkowate kwiatostany. Działki kielicha w liczbie 5 u nasady zrośnięte, poza tym z działkami połączonymi w górnej części błoniasto. Płatki korony w liczbie 5 w dole zrosłe w rurkę, w górze z zaostrzonymi łatkami. Barwy niebieskiej, czerwonej, purpurowej, różowej, pomarańczowo-żółtej lub białej. Pręcików jest 5. Zalążnia górna, utworzona z 3 owocolistków z pojedynczą szyjką słupka.
OwoceTrójkomorowe, kulistawe torebki zawierające po kilka do wielu nasion w każdej z komór, otoczone trwałym kielichem. Nasiona podługowate, pokrywają się śluzem, gdy są zwilżone.

## Systematyka
Rodzaj z podrodziny Polemonioideae z rodziny wielosiłowatych (Polemoniaceae)
Wykaz gatunków
- Collomia biflora (Ruiz & Pav.) Brand – kollomia Cavanillesa
- Collomia debilis (S.Watson) Greene
- Collomia diversifolia Greene
- Collomia grandiflora Douglas ex Lindl. – kollomia główkowata
- Collomia heterophylla Hook.
- Collomia larsenii (A.Gray) Payson
- Collomia linearis Nutt.
- Collomia macrocalyx Leiberg ex Brand
- Collomia mazama Coville
- Collomia rawsoniana Greene
- Collomia renacta Joyal
- Collomia tenella A.Gray
- Collomia tinctoria Kellogg
- Collomia tracyi R.Mason
- Collomia wilkenii L.A.Johnson & R.L.Johnson